# Reika Sakai
Reika Sakai (酒井玲佳, Sakai Reika) (10 aprile 1984) è una giocatrice di bowling giapponese.
È membro della Japan Professional Bowling Association con il n. di licenza 351. È figlia di Takeo Sakai e sorella di Mika, entrambi bowlers professionisti. Ha sfidato sua sorella in P-League.